# کریستیان هوت
کریستیان هوت (آلمانی: Christiane Huth; ۱۲ سپتامبر ۱۹۸۰) قایقران روئینگ زن اهل آلمان است.
وی در مسابقات کشوری و بین‌المللی در مجموع برندهٔ ۱ مدال نقره، ۱ مدال برنز شده‌است.